# Gunnar Lonaeus
Gunnar Nicolaus Lonaeus, född 23 maj 1921 i Vreta Klosters församling i Östergötlands län, död 4 mars 2015 i Skärkinds prästgård i Norrköpings Borgs församling i Östergötlands län, var en svensk diplomat. Han var ambassadör för Sverige i Brasilien och Japan. Han var även generalkonsul i New York. Tidigare utlandsposteringar innefattade London, Bern, Washington, D.C. och Rio de Janeiro.
Gunnar Lonaeus var son till fabrikören Hjalmar Larsson och Gerda Bäckstedt. Efter att ha avlagt filosofie kandidatexamen i Uppsala 1945 anställdes han vid kommissionen för ekonomisk efterkrigsplanering 1946, var sekreterare riksdagshögerns kansli 1947–1950, attaché vid Utrikesdepartementet (UD) 1950, stationerad i London 1951–1954, ambassadsekreterare i Bern 1955–1957, förste sekreterare vid UD 1957–1959, kulturattaché i Washington, D.C. 1959–1962, handelsråd i Rio de Janeiro 1962–1966, kansliråd och chef vid informationsbyrån UD 1966–1970, generalkonsul i New York 1970–1975, ambassadör i Brasilien 1975–1978, departementsråd och chef för UD:s press- och informationsenhet 1978–1981 och slutligen ambassadör i Tokyo 1981–1986.
Han var ledamot av kollegium för Sverige-information i utlandet 1966–1970 (ordförande 1969–1970), Svenska institutets styrelse och AU 1966–1970 och 1978–1981, nämnden för psykologisk försvarsberedskap 1978–1981, expert inom projektet Swetech vid Linköpings universitet och tekniska högskola från 1986, ordförande i referensgrupp för 1976 års fond för utbyte med Förenta Staterna från 1987, vice ordförande i Scandinavia-Japan Sasakawa Foundation från 1987, styrelseledamot i Centrum för Stillahavsasienstudier vid Stockholms universitet 1988–1991, ordförande i Samfundet Linköpings stiftsbiblioteks vänner från 1991, styrelseledamot i Svenska Rominstitutets Vänner östsvenska kretsen från 1990, Svenska nationalkommittén för United World Colleges från 1989, hedersledamot i Östgöta nation i Uppsala, Svensk-Brasilianska föreningen, föreningen Linköpings läroverkspojkar. Han skrev tidskriftsartiklar i kulturella, ekonomiska och utrikespolitiska ämnen.
Gunnar Lonaeus gifte sig 1943 med Inger Johansson (född 1919), dotter till fängelsedirektören Gustaf Johansson och Signe Bolin. De fick barnen Gunilla 1944, Håkan 1948, Erland 1954 och Ebba 1958.

## Utmärkelser
Gunnar Lonaeus tilldelades Linköpings universitets förtjänstmedalj 2004.
KNO, Kommendör Nordstjärneorden 1974
Commander Grand Cross, Brazilian Order Cruzeiro Do Sul.